# Myška a medvěd na cestách
Myška a medvěd na cestách (v originále Ernest et Célestine : Le Voyage en Charabie) je francouzský animovaný film z roku 2022, který režírovali Julien Chheng a Jean-Christophe Roger. Jedná se o pokračování filmu O myšce a medvědovi z roku 2012. Také pokračování je inspirováno stejnojmennou sérií dětských knih belgické spisovatelky a ilustrátorky Gabrielle Vincent. Snímek měl světovou premiéru na filmovém festivalu Tapis Rouge Frans dne 12. listopadu 2022.

## Dabing postav
| Lambert Wilson          | Ernest             |
| Pauline Brunner         | Célestine          |
| Michel Lerousseau       | Naboukov           |
| Céline Ronté            | Kamelia            |
| Lévanah Solomon         | Mila / Mifasol     |
| Jean-Marc Pannetier     | Octavius           |
| Christophe Lemoine      | šéf policie        |
| Georges Caudron         | soudce / policista |
| Jean-Philippe Puymartin | soudce             |
| Xavier Fagnon           | medvěd trafikant   |

## Ocenění
- César: nominace na nejlepší animovaný film